# 萨尼亚克-萨格列斯
萨尼亚克-萨格列斯（法語：Sanilhac-Sagriès，法語發音：[sanijak saɡʁijɛs]）是法国加尔省的一个市镇，位于该省中部略偏东，属于尼姆区。该市镇于1814年由原市镇萨尼亚克（Sanilhac）和萨格列斯（Sagriès）合并而成。

## 地理
萨尼亚克-萨格列斯（43°57'18"N, 4°25'28"E）面积22.1 平方千米，位于法国奧克西塔尼大區加尔省，该省份为法国南部沿海省份，南端濒地中海，北起顺时针与阿尔代什省、沃克吕兹省、罗讷河口省、埃罗省、阿韦龙省和洛泽尔省接壤。
与萨尼亚克-萨格列斯接壤的市镇（或旧市镇、城区）包括：布洛扎克、科利亚斯、普尔斯、圣阿娜斯塔西、圣马克西曼、于泽斯。

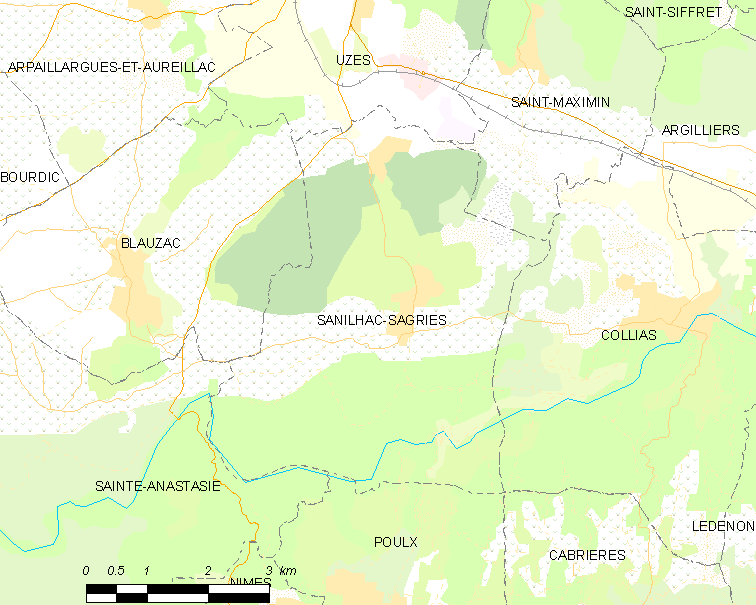
萨尼亚克-萨格列斯的OSM定位图

萨尼亚克-萨格列斯的时区为UTC+01:00、UTC+02:00（夏令时）。

## 行政
萨尼亚克-萨格列斯的邮政编码为30700，INSEE市镇编码为30308。

## 政治
萨尼亚克-萨格列斯所属的省级选区为于泽斯县。

## 人口

1962-2008年间萨尼亚克-萨格列斯人口变化图示

萨尼亚克-萨格列斯于2022年1月1日时的人口数量为832人。